# Sedliště (Svitavyi járás)
Sedliště település Csehországban, a Svitavyi járásban. Sedliště Sloupnice, Tržek, Bohuňovice és Litomyšl településekkel határos. Lakosainak száma 230 fő (2024. január 1.).

## Népesség
A település lakosságának változását az alábbi diagram mutatja:
| Lakosok száma | 269  | 301  | 280  | 230  | 201  | 227  | 241  | 241  | 230  | 230  |
|               | 1869 | 1890 | 1921 | 1950 | 1980 | 2001 | 2017 | 2019 | 2022 | 2024 |